# Mlýnek (Dejvice)
Mlýnek je bývalý vodní mlýn v Praze 6-Dejvicích, který stojí na Šáreckém potoce v Šáreckém údolí.

## Historie
Vodní mlýn patřil k Heřmanovu dvoru (č.p. 84), ke kterému je v době třicetileté války zmiňována kromě mlýna také štěpnice, vinice, chmelnice, pole, louky a lesík. Během této války ale zpustl a ještě v roce 1728 byl spolu s Heřmanovým dvorem prodán jako pustý.
K roku 1751 patřil k usedlosti Rakařka (č.p. 82). O rok později obě stavení koupila hraběnka Anna Hartmannová z Klarsteinu, k roku 1805 jej opět vlastnil majitel Heřmanova dvora. Roku 1821 koupil dvůr s mlýnem Josef Hendl, který jej přestavěl na dvoukolový. Dvůr poté roku 1849 prodal, ale mlýn si ponechal.
Koncem 19. století sloužil jako výletní restaurace zvaná „Na Mlýnku“. Podle smlouvy z roku 1904 bylo mlýnské kolo využíváno ke zdvihání užitkové vody do Horní Šárky.

## Popis
Dvoupodlažní budova na obdélném půdorysu je umístěna v ostře klesajícím svahu a z ulice se jeví jako přízemní. Je kryta sedlovou střechou s malou polovalbovou a její nepravidelně prolomená okna jsou bez šambrán. Interiéry jsou částečně klenuté, vysoká klenutá suterénní místnost sloužila jako lednice k uskladnění sudů piva. Mlýnský náhon byl původně vedlejším ramenem Šáreckého potoka a po přebudování mlýna na restauraci zanikl.